# Християнізація слов'ян
Християнізація слов'ян — процес прийняття християнства слов'янськими спільнотами. Визначався двома основними групами факторів: з одного боку, ускладненням внутрішнього устрою слов'янських суспільств, а з другого — використанням християнізації як інструменту зовнішньої політики більш розвиненими
сусідами слов'ян — Візантією та державою франків (згодом — Священною Римською імперією; див.
«Священна Римська імперія германської нації»).
Перша група факторів була пов'язана з постанням у слов'ян (давніх) ієрархізованого суспільства, формуванням елітної верстви та утворенням потестарних і ранньодержавних структур. Як і решта європейських варварів, слов'яни як престижну модель наслідували приклад Римської імперії (див. Рим Стародавній) та її спадкоємців, для яких сповідання християнства у формі державної релігії від 4 ст. було одним зі структуроутворюючих елементів і обов'язкових зовнішніх атрибутів.
Відповідно прийняття християнства було для слов'янських можновладців способом певною мірою зрівнятися з представниками цивілізованих сусідів у статусі, а отже — спростити дипломатичні стосунки, досягти визнання легітимності влади «князів» на міжнародному рівні. У цьому контексті показово, що найраніше відомості про навернення представників слов'ян до християнства (кінець 6 — поч. 7 ст.) стосуються військових ватажків, які перебували на службі у візантійському війську.
Значно пізніше, від 9 ст., християнство у слов'ян перетворилося на доволі ефективний інструмент внутрішньої політики. Християнська ідеологема про богоданність будь-якої влади давала змогу елітній верстві не лише ствердити свою
зверхність, а й сакралізувати її в очах підданих.
Соціальний попит на зміну ідеології, що існував у слов'янських суспільствах, відповідав міжнародним устремлінням держав з укоріненим християнським віросповіданням. Ці держави розглядали поширення християнства серед варварів як чи не
основний інструмент зовнішньої політики та розширення сфер впливу. Таким чином, конкуренція між Константинопольськоюпатріархією та папським престолом на теренах Балкан, Центральної та Східної Європи мала не стільки суто церковний (ідеологічний), скільки політичний характер. Тож обрання певними слов'янськими спільнотами, а радше — зверхниками цих спільнот, тієї чи іншої форми християнського віросповідання ґрунтувалося насамперед на політичній доцільності, взаємній вигідності певних союзів відповідно до конкретної міжнародної ситуації.

## Перші слов'янські християни
Першими були охрещені слов’янські народи Балканського півострова: болгари дунайські, серби, хорвати та ін. 864 візантійські священики охрестили болгарського хана Бориса, далі 864—66 (в ряді земель Болгарії до початку 870-х рр.) християнство було запроваджене в Болгарській державі. Хрещення сербів і хорватів тривало з 630-х рр. до 9 ст. і було проведене церквами Рима і Константинополя в безперервному
суперництві між ними.

У 1-й пол. 9 ст. християнство запровадили у Великоморавському князівстві; Константину (Кирилу) і потім Мефодію (див. Кирило та Мефодій) на кін. 860-х рр. вдалося створити там архієпископство,
підпорядковане безпосередньо Римові. У 880-х рр. охрестилось племінне княжіння чехів. 

966 прийняв християнство польський князь Мешко I, після чого воно стало державною релігією його підданих. За правління в Києві князя Володимира Святославича відбулося хрещення Русі 987—989.

Хрещення полабських слов'ян розтягнулося на кілька століть. Воно проводилося римською церквою насильницькими методами. Лише 948 Римом були засновані 2 архієпископства на полабських землях. Але й для кінця 10 ст. джерела не містять звісток про християн. місії на землях ободритів та лютичів. Християнами вони стали лише в 11—12 ст.